# یدوتری‌فلوئورواتیلن
یدوتری‌فلوئورواتیلن (به انگلیسی: Iodotrifluoroethylene) با فرمول شیمیایی C۲F۳I یک ترکیب شیمیایی با شناسه پاب‌کم ۶۷۷۵۵ است. که جرم مولی آن ۲۰۷٫۹۲ g/mol می‌باشد. 